# Госпођа Даловеј
Госпођа Даловеј (енгл. Mrs Dalloway) је најпознатији роман Вирџиније Вулф. Настао је из две краће приче: „Госпођа Даловеј у Улици Бонд“ и „Премијер“, која је написана за забаву коју је организовала Вулфова. Часопис „Тајм“ је 2005. године овај роман прогласио за један од најбољих романа написаних на енглеском језику од 1923. године до данас.

## Радња романа
Клариса Даловеј се шета по Лондону ујутру и припрема за забаву коју организује те вечери.Пријатан дан подсећа је на младост проведену у селу Бортон и наводи је да поново размисли о свом избору – удала се за поузданог Ричарда Даловеја, уместо за тајанственог и компликованог Питера Волша, а бити са Сали Сетон „никада није ни била опција“. Питер Волш продубљује овај њен унутрашњи конфликт својом посетом тог јутра.
Септимус Ворен Смит, ветеран из Првог светског рата који пати од посттрауматског стреса,проводи дан у парку са супругом Лукрецијом, рођеном Италијанком, и ту их среће Питер Волш. Септимус пати од честих и непредвидивих халуцинација, у којима се често појављује његов драги пријатељ Еванс који је погинуо у рату. Касније током дана, пошто му је одређено обавезна хоспитализација у психијатријску установу против његове воље, он извршава самоубиство скоком са прозора.
Кларисина забава полако напредује. На забави је већина ликова које је сусрела раније током романа, укључујући и особе из њене прошлости. Чује да је Септимус извршио самоубиство и полако почиње да се диви чину тог незнанца, који доживљава као акт зарад очувања његове личне среће.

## Ликови
Клариса Даловеј
Госпођа Даловеј је дама из високог друштва, прешла је педесету и мада је недавно боловала од срца, још је витка и ненаметљиво привлачна. Аутентична елеганција и истанчаност понашања чине је женом која привлачи туђе погледе. Увек је имала све, али никада није тражила, није хтела или није смела да тражи више од онога што дозвољавају правила цивилизованог живота. Не спада у врсту интелектуалаца, али је изразито сензибилна и инстинктивно интелигентна, има веома изражено осећање недовољности и недовршености. Зато, иако споља мирна, другује са једном празнином у души коју стално попуњава и затрпава сећањима.
Септимус Ворен Смит
Септимус Ворен Смит је способан и интелигентан мали човек звучног имена који се одликовао у прошлом рату, али кога све неповратније осваја сенка лудила. Читалац у Септимусу јасно препознаје неку врсту Кларисиног црног двојника, пројекцију оног мутног у немирног дела њене личности, њеног осећања трагике и патње.
Сер Вилијам Бредшо
Сер Вилијам Бредшо је чувени психијатар, на кога је Септимуса упутио др Холмс. Бредшо закључује да је Септимус доживео потпуни нервни слом и као лек препоручује му да проводи више времена у природи. 
Елизабет Даловеј
Елизабет Даловеј је Кларисина и Ричардова 17-годишња ћерка. Делује “оријентално” и има добро држање. За разлику од своје мајке, ужива у политици и модерној историји, и нада се да ће постати докторка или да ће радити на фарми. Пре би време провела са оцем на селу него на мајчиној  забави. 
Ричард Даловеј
Ричард Даловеј је сабрани и повучени муж Кларисе Даловеј, који је чак успео да оствари непретенциозну политичку каријеру, и сам из високог друштва, пун је природне једноставности и доброте, особене за људе неупадљиве интелигенције и унутрашњег склада. Он је ћутке и непоколебљиво, али без опсесије, заљубљен у своју жену. 
Питер Волш
Питер Волш је стари Кларисин пријатељ коме већина подухвата у животу није пошла за руком. Клариса је одбила његову понуду за брак у прошлости.У међувремену је био у Индији, развео се од жене и дошао да тражи посао у Енглеској, спремајући се у исти мах да се ожени удовицом једног мајора.
Дорис Килман
Она је сиромашна жена германског порекла, има преко четрдесет година, висока је, ружна и свесна свог неатрактивног изгледа. Због чињенице да је интелигентна и образована, али сиромашна, она презире богате људе, а нарочито госпођу Даловеј. Никада није била срећна и пронашла је спас у религији. Истовремено, она има велики утицај на Елизабет Даловеј. Ричард Даловеј је наишао на њу кад је радила за квекере. Допустио јој је да подучава његову кћер из историје. Уз то је држала нека популарна предавања.
Једно је заједничко за све личности овог романа и уједно карактеристично за прозу Вирџиније Вулф: писац гради своје ликове изнутра и приказује их у самом процесу њиховог живљења, у некој врсти елементарне фактуре реаговања. Неосетно, без догађаја и сукоба израсле су простудиране и блиске личности, као стари познаници које с леђа и без речи хватамо под руку и настављамо с њима пут низ улицу.

## Стил
Читава радња романа „Госпођа Даловеј”, ако се изузму сећања, одвија се једног дана у јуну 1923. Пример је нарације тока свести, где свака сцена пажљиво прати тренутне мисли одређеног лика. Вулф замагљује разлику између директног и индиректног говора кроз читав роман тако што слободно мења нарацију између свезнајућег приповедача, индиректног унутрашњег монолога и солилоквија.Прича следи најмање двадесет ликова на овај начин, али највећи део романа прати Кларису Даловеј и Септимуса Смита.

## Теме

### Феминизам
Као коментатор међуратног друштва, Кларисин лик наглашава улогу жена као "Анђела у кући" . Оличава сексуалну и економску репресију и нарцизам буржоаских жена које никад нису познавале глад и несигурност жена из радничке класе.
Њена стара пријатељица Сали Сетон, коју Клариса веома цени, упамћена је као изузетно независна жена.Она је пушила, једном је трчала гола ходником да узме торбицу за сапун, имала је смеле изјаве којима би испитивала људске реакције. Када је Клариса сретне у садашњости, Сали је савршена домаћица која се удала за богаташа који је сам стекао све и родила је пет синова.    

### Менталне болести
Септимус, ратни херој који пати од пострауматског стреса, представља критику усмерену на однос према менталним болестима и депресији. Вулф критикује медицински дискурс кроз Септимусов суноврат и самоубиство. Доктори га површно процењују, обраћају му се највише преко његове жене, и не схватају озбиљност његовог стања.

### Бисексуалност
Кларису Даловеј јако привлачи Сели Сетон у Бортону. Тридесет четири године касније Клариса и даље мисли да је пољубац који се десио између њих две најсрећнији тренутак у њеном животу. Она осећа према Сели „ исто како и мушкарац осећа“ али она не препознаје та осећања као знаке бисексуалности.  
„Ах, то питање љубави (размишљала је одлажући капут), то заљубљивање у жене. Узмимо Сели Сетон; њену везу у младости са Сели Сетон: Није ли то била, на крају крајева, љубав?“
Вулф описује везу између Сали и Кларисе као поклон :
„Осетила је да је добила поклон, завијен, и да јој је речено да га само чува, не да га гледа — један дијамант, нешто бескрајно драгоцено, завијено, што је, док су се шетале (горе- доле) почела да одвија, или је сам сјај стао да пробија, неко откровење, религиозно осећање!“
Слично томе, Септимуса прогања слика његовог драгог пријатеља Еванса, команданта, који се описује као особа која је уздржана у друштву жена. Наратор описује понашање Септимуса и Еванса када су заједно као „два пса који се играју на тепиху у облику срца“ , који су неодвојиви, „морали су да буду заједно, да деле све заједно, да се туку, да се свађају...“ Жан И. Кенард констатује да би се реч делити лако могла читати у Форстеровом маниру, можда као у Форстеровом „Морису“ који показује да се у том добу та реч користила за описивање хомосексуалног односа. Кенард примећује да је „све већа одвратност Септимуса према идеји о хетеросексуалном односу“, да се суздржава од секса са Рецијом и да „осећа да му је чин спајања био одвратан пре краја“